# 索諾拉維爾 (喬治亞州)
索諾拉維爾（英語：Sonoraville）是位於美國喬治亞州戈登縣的一個非建制地區。該地的面積和人口皆未知。

## 地理
索諾拉維爾的座標為34°26′53″N 84°48′32″W / 34.44806°N 84.80889°W，而該地的平均海拔高度為219米（即718英尺）。